# 瀕死の王
『瀕死の王』（ひんしのおう、仏: Le roi se meurt）は、ウジェーヌ・イヨネスコの戯曲。

## 概要
同作は、1962年に初演されたウジェーヌ・イヨネスコの戯曲である。
同作のタイトル「瀕死の王」とは、登場人物のベランジェ一世を指している。
同作は、2008年9月から10月まで、佐藤信の演出により東池袋の劇場あうるすぽっとで上演された。

## あらすじ
死を目前にしているものの、自身の死を現実として受け入れようといない老王・ベランジェ1世と2人の妃を軸に、人間の悲劇性を時に笑いをまぶして描く不条理演劇。